# Onsö
Onsö är en ö i Vänern, ungefär en mil nordväst om Mariestad, vars kommun den tillhör. Namnet anspelar på "Odens ö" (jfr Torsö, Tors ö). Ön mäter, med omgivande skär, 287 ha, är relativt kuperad och består till stor del av gammal barrskog, men även ek- och hasselskog på södra delen av ön.
Ön har sedan minst 1300-talet varit bebodd och använd för jordbruk och bete. I början av 1800-talet bodde ett 20-tal människor på ön, och 1950 var ön helt avfolkad. Det finns dock en mangårdsbyggnad och en ladugård kvar på ön. Betet försvann på 1960-talet och ön har huvudsakligen använts för skogsavverkning sedan dess. Ön, med dess vatten runt omkring (totalt 813 ha) blev naturreservat i april 2005 och i samband med detta återinfördes bete på ön. 
Enda möjligheten att ta sig till ön är med egen båt, då det inte finns några andra förbindelser till ön. Emellertid finns flera "naturliga hamnar", varav Armhålan på västsidan är den största.